# Dhyan-chohans
Dhyan-chohans (do sânscrito, dhyani, contemplação; e do tibetano, chohan, senhor) é uma expressão usada na Teosofia para designar uma hierarquia de seres divinos.
Os dhyan-chohans incluem desde seres espirituais de classes mais altas, com auto-consciência, que são os arquitetos do Universo, descendo até seres com semi-consciência que seguem a ideação transmitida a eles pelo espírito cósmico.
Segundo a Teosofia, os dhyan-chohans são, em certo sentido, os próprios homens, pois foram eles que forneceram a mônada, a essência divina do homem.
Há sete classes de dhyan-chohans, associados aos sete planetas sagrados do nosso sistema solar.